# آنتوان پاراکینی
آنتوان پاراکینی (فرانسوی: Antoine Parachini‎؛ ۱۸۹۷ – ۹ نوامبر ۱۹۶۳) بازیکن فوتبال اهل فرانسه بود.
وی در تیم ملی فوتبال فرانسه بازی کرده‌است.